# Biała Góra
Biała Góra este o arie protejată (sit de importanță comunitară — SCI) din Polonia întinsă pe o suprafață de 12,89 ha, integral pe uscat.

## Localizare
Centrul sitului Biała Góra este situat la coordonatele 50°26′50″N 19°58′08″E / 50.4472°N 19.969°E.

## Înființare
Situl Biała Góra a fost declarat sit de importanță comunitară în octombrie 2009 pentru a proteja 1 specie de plante.

## Biodiversitate
Situată în ecoregiunea continentală, aria protejată conține 3 habitate naturale: Pajiști uscate seminaturale și facies de acoperire cu tufișuri pe substraturi calcaroase (Festuco-Brometalia) (* situri importante pentru orhidee), Păduri de fag din Europa Centrală dezvoltate pe sol calcaros cu Cephalanthero-Fagion, Păduri de stejar și carpen Galio-Carpinetum.
La baza desemnării sitului se află o specie protejată de  plante: papucul doamnei (Cypripedium calceolus)